# Сухиново
Сухиново — исчезнувшая деревня в Болотнинском районе Новосибирской области. На момент упразднения входила в состав Мануйловского сельсовета. Исключена из учётных данных в 1971 году.

## География
Располагалась на правом берегу реки Правая Терь, в 5 км к юго-востоку от деревни Терск.

## История
Посёлок Сухиновский был основан в 1907 г. В 1926 году состоял из 64 хозяйств. В административном отношении входил в состав Верхотуровского сельсовета Болотнинского района Томского округа Сибирского края.
Решением Новосибирского облисполкома от 27.09.1971 г. № 650 деревня исключена из учётных данных, как фактически не существующая.

## Население
По переписи 1926 г. в посёлке проживало 385 человек (195 мужчин и 190 женщин), основное население — русские.